# Стоян Брашованов
Стоян Костов Брашованов е български музиколог фолклорист и общественик, преподавател (професор) и ректор в Държавната музикална академия. Смятан е за първия български професионален музиколог.

## Биография
Роден е през 1888 година в Русе. За кратко през 1908 г. следва философия и музикология в Берлин, но после продължава следването си в Лайпцигския университет, където през 1923 година защитава докторска дисертация по музикални науки.
Завръщайки се в България, Брашованов първо работи като гимназиален учител, а по-късно е поканен за хоноруван преподавател по музикална естетика, музикална педагогика и история на музиката в Държавната музикална академия. Назначен е на щат през 1931 г., а през 1938 г. е избран за професор. Между 1937 и 1940 г. заема поста директор на учебното заведение. През 1947 г. в Академията е учредена катедра по музикални науки (днес катедра „История на музиката и етномузикология“) и за първи неин ръководител е избран проф. Стоян Брашованов.
Той е автор на няколко монографии и около 120 публицистични статии и рецензии, които излизат в специализирани издания в страната и чужбина, както и в ежедневния и периодичния печат. Статиите му, публикувани в България, до голяма степен отразяват и коментират обществения, културния и музикалния живот и имат историко-биографичен, педагогически и естетически характер. Чрез статиите си за чуждестранни печатни издания и енциклопедии той прави опити да популяризира в чужбина българската музикална култура и българския фолклор.
Един от най-важните трудове на Брашованов е монографията му „История на музиката“ от 1946 г., в която разглежда развитието на музикалната култура у различните народи, в това число и у българите. Значима е и докторската му дисертация на тема „Über die Rhytmik und Metrik des bulgarischen Volksliedes“, която разглежда същността на неравноделните тактове, което е второто подобно изследване на българския музикален фолклор след „Метричните и ритмичните основи на българската народна музика“ на Добри Христов от 1913 г. През 1956 г. пише биографична студия за известния фолклорист Васил Стоин (1880 – 1938).
Негова дъщеря е музиколожката Лада Брашованова.
Стоян Брашованов умира през 1956 г. в София.
Личният му архив се съхранява във фонд 2055К в Централен държавен архив. Той се състои от 459 архивни единици от периода 1888 – 2002 г.